# Aloys Mooser
Aloys (Aloyse) Mooser (* 27. Juni 1770 in Freiburg im Üechtland; † 19. Dezember 1839 ebenda) war Instrumenten- und Orgelbauer in Freiburg im Üechtland (Schweiz).

## Leben und Wirken
Aloys Mooser (kath., von Niederhelfenschwil) wurde am 27. Juni 1770 in Freiburg (im Uechtland, Schweiz) geboren und verstarb ebenda am 19. Dezember 1839. Seine Eltern waren Joseph Anton Mooser und der Elisabeth Mooser, geborene Fasel. In erster Ehe war Aloys Mooser mit Maria Blanchard verheiratet. Aus seiner zweiten Ehe mit Rosa Blicklé entstammten mehrere Kinder. 
Mooser liess sich bei seinem Vater, im Atelier der Orgelbauerfamilie Silbermann in Straßburg sowie u. a. in Mannheim und Wien beim Klavierbauer Anton Walter ausbilden. Ende 1796 kehrte er nach Freiburg zurück. Seine Hammerflügel waren sehr begehrt und zu deren Käufern zählten u. a. 1816 Marie-Louise von Österreich und nach 1834 Prinz Nikolai Borissowitsch Yusupow von St. Petersburg. 

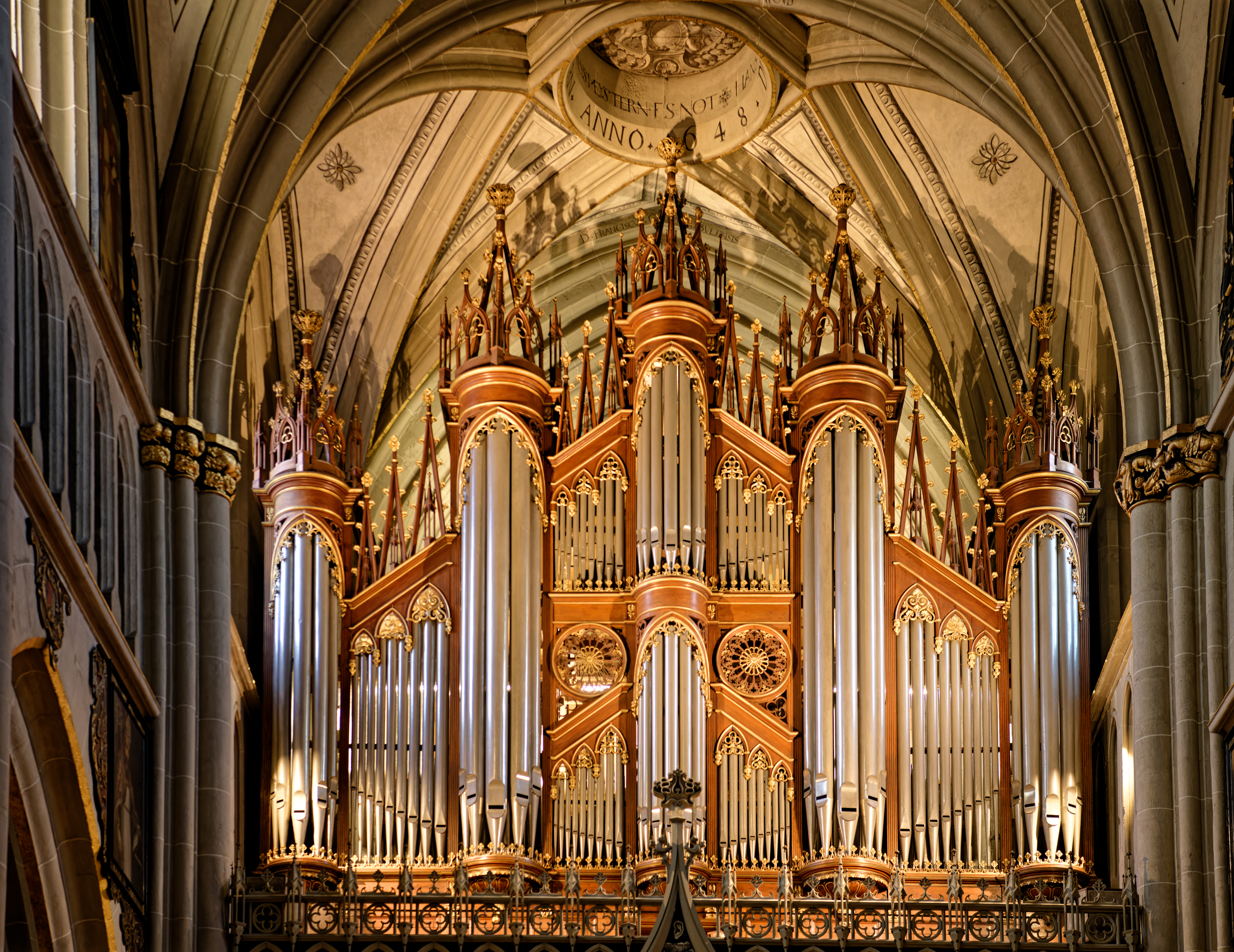
Mooser-Orgel der Kathedrale von Freiburg i. Ue.

Weltberühmt – nicht zuletzt dank zahlreicher literarischer Zeugnisse – wurde Aloys Mooser durch die Erstellung der viermanualigen Orgel von St. Niklaus in der Kathedrale von Freiburg 1834. Bei dieser realisierte er die geniale Idee eines zum Narthex (Vorhalle) sprechenden Echowerks, die später oft imitiert wurde (z. B. kurz nach seinem Tod durch die Gebr. Callinet in Masevaux, Elsass) beziehungsweise zu anderen Fernwerk-Lösungen inspirierte. Die grosse Freiburger Orgel stellt eine Synthese zwischen deutschen und französischem Orgelbau sowie klassischem und frühromantischen Elementen dar. 
Kleinere Instrumente wie die fast völlig erhaltene zweimanualige Brüstungsorgel von Montorge (Gem. Freiburg) von 1810 belegen die Kohärenz sowie die handwerkliche und klangliche Qualität der Arbeiten Moosers. Letztere bezeugte der junge Felix Mendelssohn Bartholdy auch bezüglich der 1814 errichteten Orgel in Bulle.